# ガスパール・ディグレゴリオ
ガスパール・ディグレゴリオ（Gaspar DiGregorio, 1905年 - 1970年6月11日）は、アメリカ合衆国のマフィアでボナンノ一家の古参メンバー。1965年、コミッションによりボスに据えられた。
シチリア島カステッランマーレ・デル・ゴルフォ生まれ。1921年に渡米し、ブルックリンのウィリアムズバーグに住んだ。ボンヴェントレ兄弟の配下となり、酒の密輸を手伝った。1925年、シチリアから移住したジョゼフ・ボナンノと親交を結んだ。1930年、カステランマレーゼ戦争ではボナンノと共にマランツァーノの親衛隊となり、武装して酒の密輸トラックを護衛した。ビル・ボナンノの名づけ親。ステファノ・マガディーノの妹を妻にしていたが死に別れて再婚し2人目の妻との間に娘がいた。
1964年2月、息子のビルを相談役に据えたジョゼフ・ボナンノの昇進人事に反発して、マガディーノに苦情を言いに行った。ファミリーの相談役になりたがっていたがなれずに落ち込み、そのことでジョゼフ・ボナンノと不和になったと言われる。カルロ・ガンビーノと親しくなり情報を提供していたという。1965年初め、ガンビーノが主導するコミッションによりボスに任命されたが、翌年ボスの座を降ろされた。ボナンノ忠誠派から分裂し、バナナ戦争と呼ばれる抗争に発展した。1970年、心臓発作で死去した。